# Лубиова, Мартина
Ма́ртина Лу́биова (словац. Martina Lubyová; 12 мая 1967, Братислава — 20 ноября 2023) — словацкий учёный и государственный деятель. Член Словацкой национальной партии (SNS). Министр образования, науки, исследований и спорта Словакии (2017—2020).

## Биография
Родилась 12 мая 1967 года в Братиславе в Чехословакии.
Её отец — Штефан Луби (род. 1941) — словацкий физик, президент Словацкой академии наук (SAV) в 1995—2009 годах. Её дед — Штефан Луби (1910—1976) — чехословацкий юрист, академик Чехословацкой и Словацкой академий наук.
Окончила факультет математики и физики Университета имени Я. А. Коменского в Братиславе, в 1991 году получила степень магиста в области биофизики. В 1997 году получила степень магистра, а в 1999 году — доктора права (JUDr.) на юридическом факультете того же университета. В том же году получила докторскую степень по статистике на факультете экономической информатики Экономического университета в Братиславе. В 2002 году получила докторскую степень (PhD.) по экономике в Университете штата Нью-Йорк и Центра экономических исследований и последипломного образования (Cerge-ei) Карлов университета в Праге.
В 1992—1994 годах работала научным сотрудником Института экономики Академии наук Чехии в Праге.
В 1995 году работала специалистом Секретариата Организации экономического сотрудничества и развития (Программа ОЭСР «Партнёры в переходный период») в Дирекции занятости, образования и социальных вопросов в Париже.
В 1995—2000 годах работала научным сотрудником в Институте прогнозирования Словацкой академии наук в Братиславе, в 1999—2000 годах — юрисконсультом Координационного подразделения реструктуризации банков и предприятий Министерства финансов Словакии.
Преподавала в Карлов университете в Праге (1994), а также статистику на факультете экономической информатики Экономического университета в Братиславе (1997—2000).
С 2000 по 2010 год работала в Международной организации труда (МОТ) ООН, специалистом по вопросам занятости Субрегионального бюро МОТ для стран Южной Азии (2000—2002), главным специалистом по вопросам занятости Субрегионального бюро МОТ для стран Восточной Европы и Центральной Азии (2002—2009). 1 апреля 2009 года назначена директором субрегионального бюро МОТ для стран Восточной Европы и Центральной Азии.
С 2010 года работала в Институте прогнозирования Словацкой академии наук, в 2013 году стала руководителем института. 1 октября 2015 года вместе с Институтом экспериментальной психологии и Институтом социальных наук Институт прогнозирования включён в состав вновь созданного Центра социальных и психологических наук Словацкой академии наук. Являлась заместителем директора Центра социальных и психологических наук Словацкой академии наук. С июня 2017 года являлась членом президиума SAV.
13 сентября 2017 года по предложению Андрея Данко (Словацкая национальная партия) назначена министром образования, науки, исследований и спорта Словакии в правительстве под руководством премьер-министра Роберта Фицо («Направление — социальная демократия») после отставки Петера Плавчана (Словацкая национальная партия). Сменила Габриэлу Матечную, которая временно исполняла обязанности министра. После отставки правительства Фицо, сохранила должность в следующем правительстве под руководством премьер-министра Петера Пеллегрини («Направление — социальная демократия»). Правительство ушло в отставку 20 марта 2020 года, после парламентских выборов 29 февраля.
В ноябре 2019 года вступила в SNS.
После ухода из политики вернулась к работе в Институте прогнозирования Центра социальных и психологических наук Словацкой академии наук.
Автор многочисленных публикаций.
Владела английским, французским и русскими языками.
Умерла после продолжительной болезни 20 ноября 2023 года. Официальные соболезнования выразили министр образования, науки, исследований и спорта Словакии Томаш Друкер, президент Словакии Зузана Чапутова и Дениса Федакова (Denisa Fedáková), директор  Центра социальных и психологических наук Словацкой академии наук.